# Kraljev dan (Holandija)
Kraljev dan (od 2014) (hol. Koningsdag), ranije Princezin dan (1885—1890) (hol. Prinsessedag) i Kraljičin dan (1891—2013) (hol. Koninginnedag) je državni praznik u Kraljevini Holandiji u čast njihovog državnog vladara. Ovo je neradni dan za većinu radnika u svim delovima Holandije i slave ga na razne načine među kojima je ulična rasprodaja i oblačenje u narandžasto. Monarh sa svojom porodicom tradicionalno obilazi i jednu ili više holandskih opština. Od kraljice Vilhelmine sa kraljicom Beatriks ovaj dan se zvao Kraljičin dan. 2013. godine se poslednji put slavio Kraljičin dan 30. aprila. Od 2014. godine se ovaj dan zove Kraljev dan i proslavlja se 27. aprila.

## Datum
Kraljev dan se slavi od 2014. na rođendan kralja Vilema-Aleksandera, 27. aprila, osim kada ovaj datum pada u nedelju. U tom slučaju se slavi dan ranije, kao što se desilo prve godine. Tokom vladavine kraljice Vilhelmine se Kraljičin dan slavio na njen rođendan 31. avgusta sve do 1948, kada je njena ćerka Julijana došla na presto, a proslava se pomerila 1949. na njen rodjendan, 30. april.
Kraljica Beatriks je za razliku od njene majke i babe odlučila da se proslava Kraljičinog dana ne pomera na njen rodjendan koji je 31. januara. Uradila je to da bi na taj način odala počast njenoj majci. Dodatan razlog za to bilo je i vreme. U januaru, za razliku od kraja aprila, vreme nije pogodno za veliki događaj na otvorenom.
Kada je 30. april pao u nedelju, Kraljičin dan se slavio jedan dan kasnije, u ponedeljak. Od 1980. godine se u tim slučajevima praznik slavi dan ranije, u subotu. Prvi put se to desilo 1989. godine. 

## Istorija
Pre „pravog Kraljičinog dana” organizovan je prvi „Princezin dan” 31. avgusta 1885. godine povodom proslave petog rođendana princeze Vilhelmine. J.W.R Herlah je bio glavni urednik lokalnih novina koji je preuzeo inicijativu za ovaj događaj s ciljem da naglasi nacionalno jedinstvo. Najvažnije dešavanje se održalo u parku Oranje u Utrehtu. U ovom gradu su se već organizovali događaji povodom rođendana princeze Vilhelmine, ali to nije bio zvanično Princezin dan. U narednim godinama su druga mesta preuzela organizaciju. Posle smrti kralja Vilema III u novembru 1890, Princezin dan je postao Kraljičin dan 1891. Ovaj dan se razvio u praznik za decu. Na dan njenog osamnaestog rođendana, 31. avgusta 1898, Vilhelmina je postala vladajući monarh. Inauguracija se održala 6. septembra. Kraljičin dan se slavio 31. avgusta sve do 1948. kada je kraljica abdicirala. 
Prvi maj je bio konkurent Kraljičinom danu do Drugog svetskog rata. Socijalisti, socijaldemokrati i kominusti slavili su Prvi maj velikim paradama i proslavama. Taj dan je imao politički karakter. Pristalice anti-monarhističke stranke SDAP (Socijaldemokratska radnička stranka) nisu slavili Kraljičin dan, a građanske stranke nisu slavile Prvi maj. Nacionalni praznici su postali dani kada se naglašavala podela Holandije. Kraljičin dan je postao praznik svih Holanđana tek nakon Drugog svetskog rata kada su se socijaldemokrati pomirili sa monarhijom. Prvi maj je u širokim krugovima pao u zaborav.
Nakon što je kraljica Julijana nasledila tron od svoje majke Vilhelmine 1948. godine, Kraljičin dan se od 1949. godine slavio 30. aprila na rođendan kraljice Julijane. Dok kraljica Vilhelmina i njena porodica nikada nisu prisustvovali svečanostima, Julijana je svake godine dobijala bukete cveća u palati Sustdejk. Ovaj događaj ljudi su mogli pratiti putem televizije od pedesetih godina. Kraljičin dan je u posleratnom periodu bio običan radni dan, ali je tokom godina sve više ljudi dobijalo slobodan dan da bi 30. april postao nacionalni praznik. Kraljica Beatriks je pri sukcesiji 30. aprila 1980. godine odlučila da zadrži taj dan kao dan prihvatanja svoje funkcije kao državnog vladara i inauguracije kao kraljice Holandije. Ona je takođe promenila oblik Kraljičinog dana. 28. januara 2013. godine kraljica Beatriks objavila je da će abdicirati na Kraljičin dan. Zbog njene abdikacije i inauguracije kralja Vilema-Aleksandera je 2013. godine Kraljičin dan imao devijantan karakter. To je bio poslednji put da se slavio Kraljičin dan i poslednji put da se to dogodilo 30. aprila. 
Kraljičin dan je u septembru 2013. godine uključen u Nacionalni inventar za nematerijalnu kulturnu baštinu. 

## Proslava

### Defile
U periodu kada je Julijana bila kraljica, godišnje su se na Kraljičin dan održavali defilei ispred palate Sustdejk. Cela kraljevska porodica je stajala na tremu palate. Mnogi Holanđani su šetali u kilometarskoj povorci i davali poklone, a najviše cveće koje je pokrivalo trem. Svuda u Holandiji su deca ujutru šetali u povorci na putu do gradske skupštine da bi gradonačelniku otpevali jutarnje serenade a završili Vilhelmusom, holandskom himnom. Nakon toga su se organizovale tradicionalne dečije igre u mnogim selima i gradovima. U mnogim mestima se ova dva događaja još uvek održavaju svake godine. Dan bi se trandicionalno završio sa povorkom lampiona, koja se još uvek ponegde održava i redovno je praćena vatrometom. Na mnogim mestima se organizuju događaji za omladinu i odrasle, kao što su nastupi pop i džez bendova.

### Ulična rasprodaja
Na Kraljev dan je dozvoljeno prodavati stvari na ulici bez posedovanja dozvole. U parkovima i na ulicama ima uličnih rasprodaja gde mnogi ljudi prodaju svoje stare stvari, sviraju ili razonode druge uz novčanu nadoknadu. Ulična rasprodaja u Utrehtu počinje veče pre Kraljevog dana. 

### Koncert
Pre Kraljevog dana se tradicionalno organizuje koncert Kraljevog dana (ranije koncert Kraljičinog dana). Ova tradicija je nastala 1985. godine od strane kraljice Beatriks i princa Klausa. Koncert se održavao do 2013. godine u palati Nordejnde. Od 2014. se koncert održava u opštini koju kralj posećuje. Svake godine učestvuju razne kombinacije ansambala i umetnika koji zajedno sviraju različite muzičke žanrove. 

## Spoljašnje veze
- https://www.holland.com/be_nl/toerisme.htm
- https://www.koninklijkhuis.nl/